# 25 Serpentis
25 Serpentis (A² Serpentis) é uma estrela na direção da Serpens. Possui uma ascensão reta de 15h 46m 05.65s e uma declinação de −01° 48′ 14.8″. Sua magnitude aparente é igual a 5.39. Considerando sua distância de 408 anos-luz em relação à Terra, sua magnitude absoluta é igual a −0.10. Pertence à classe espectral B8III.